# Stefan Abadžiev
Stefan Abadžiev (bulharskou cyrilicí Стефан Абаджиев) (3. července 1934, Osoica – 13. března 2024, Sofie) byl bulharský fotbalový záložník. 

## Fotbalová kariéra
V bulharské lize hrál za PFK Levski Sofia. Nastoupil ve 254 ligových utkáních a dal 37 gólů. V Poháru mistrů evropských zemí nastoupil ve 4 utkáních a dal 1 gól. Kariéru zakončil v německé regionální lize v týmu SV Wiesbaden. Za bulharskou reprezentaci nastoupil v letech 1958–1966 ve 27 utkáních a dal 1 gól. Byl členem bulharské reprezentace na Mistrovství světa ve fotbale 1966, ale v utkání nenastoupil. Byl členem bulharské reprezentace na LOH 1960 v Římě, nastoupil ve 3 utkáních.

## Ligová bilance
| Ročník                                 | Zápasy | Góly | Klub         |
| -------------------------------------- | ------ | ---- | ------------ |
| 1. bulharská fotbalová liga 1953       | 14     | 5    | Dinamo Sofia |
| 1. bulharská fotbalová liga 1954       | 26     | 9    | Dinamo Sofia |
| 1. bulharská fotbalová liga 1955       | 18     | 4    | Dinamo Sofia |
| 1. bulharská fotbalová liga 1956       | 16     | 3    | Dinamo Sofia |
| 1. bulharská fotbalová liga 1957       | 21     | 2    | Levski Sofia |
| 1. bulharská fotbalová liga 1958       | 11     | 2    | Levski Sofia |
| 1. bulharská fotbalová liga 1958/1959  | 19     | 3    | Levski Sofia |
| 1. bulharská fotbalová liga 1959/1960  | 19     | 2    | Levski Sofia |
| 1. bulharská fotbalová liga 1960/1961  | 20     | 3    | Levski Sofia |
| 1. bulharská fotbalová liga 1961/1962  | 4      | 1    | Levski Sofia |
| 1. bulharská fotbalová liga 1962/1963  | 28     | 1    | Levski Sofia |
| 1. bulharská fotbalová liga 19639/1964 | 26     | 1    | Levski Sofia |
| 1. bulharská fotbalová liga 1964/1965  | 10     | 1    | Levski Sofia |
| 1. bulharská fotbalová liga 1965/1966  | 15     | 0    | Levski Sofia |
| 1. bulharská fotbalová liga 1966/1967  | 4      | 0    | Levski Sofia |
| 1. bulharská fotbalová liga 1967/1968  | 3      | 0    | Levski Sofia |
| CELKEM 1. bulharská fotbalová liga     | 254    | 37   |              |